# Röks kyrka

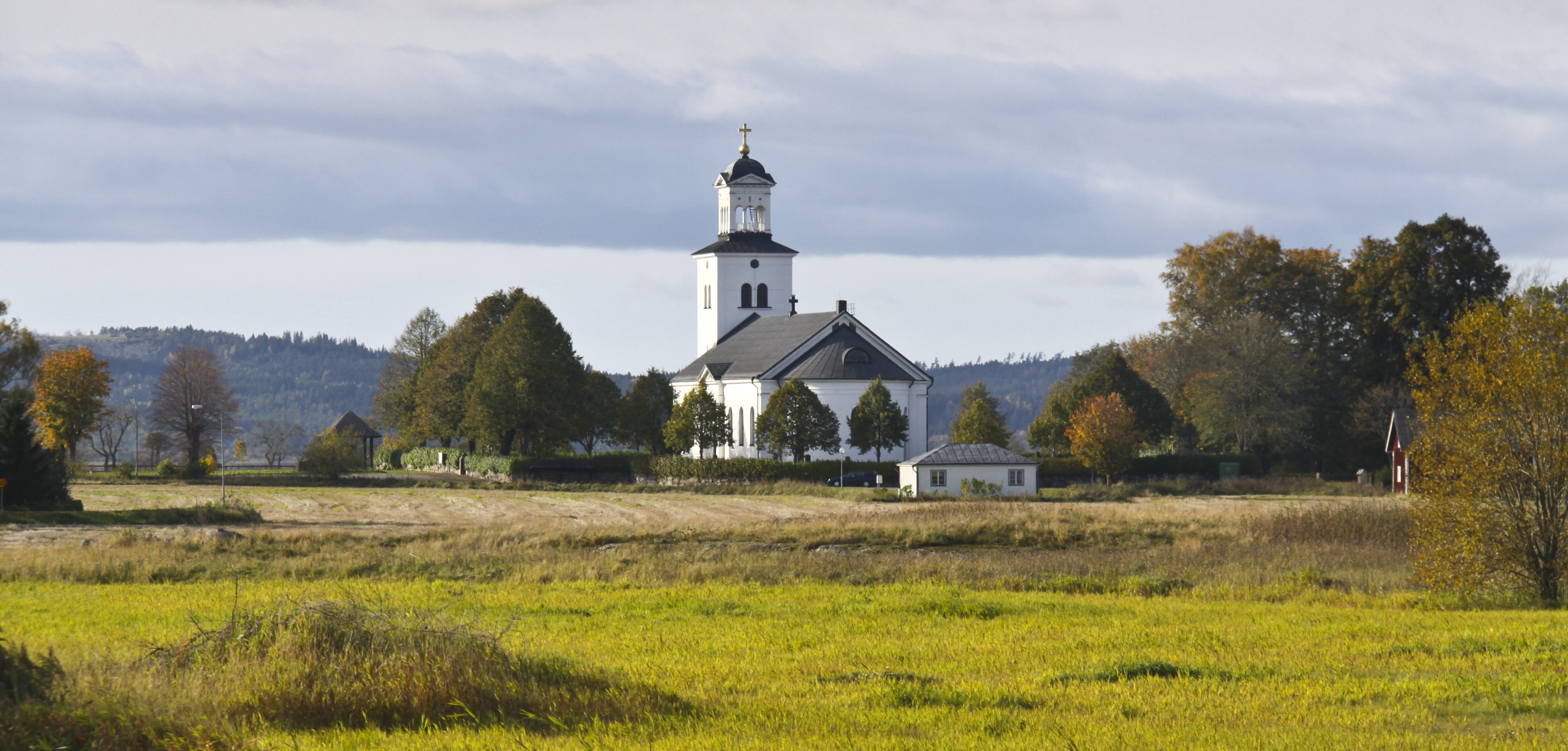
Röks kyrka - till vänster syns Rökstenen under tak

Röks kyrka är en kyrkobyggnad i Röks socken, Ödeshögs församling, Östergötland. Den ligger 1 mil nordöst om Ödeshög och tillhör Linköpings stift.

## Kyrkobyggnad

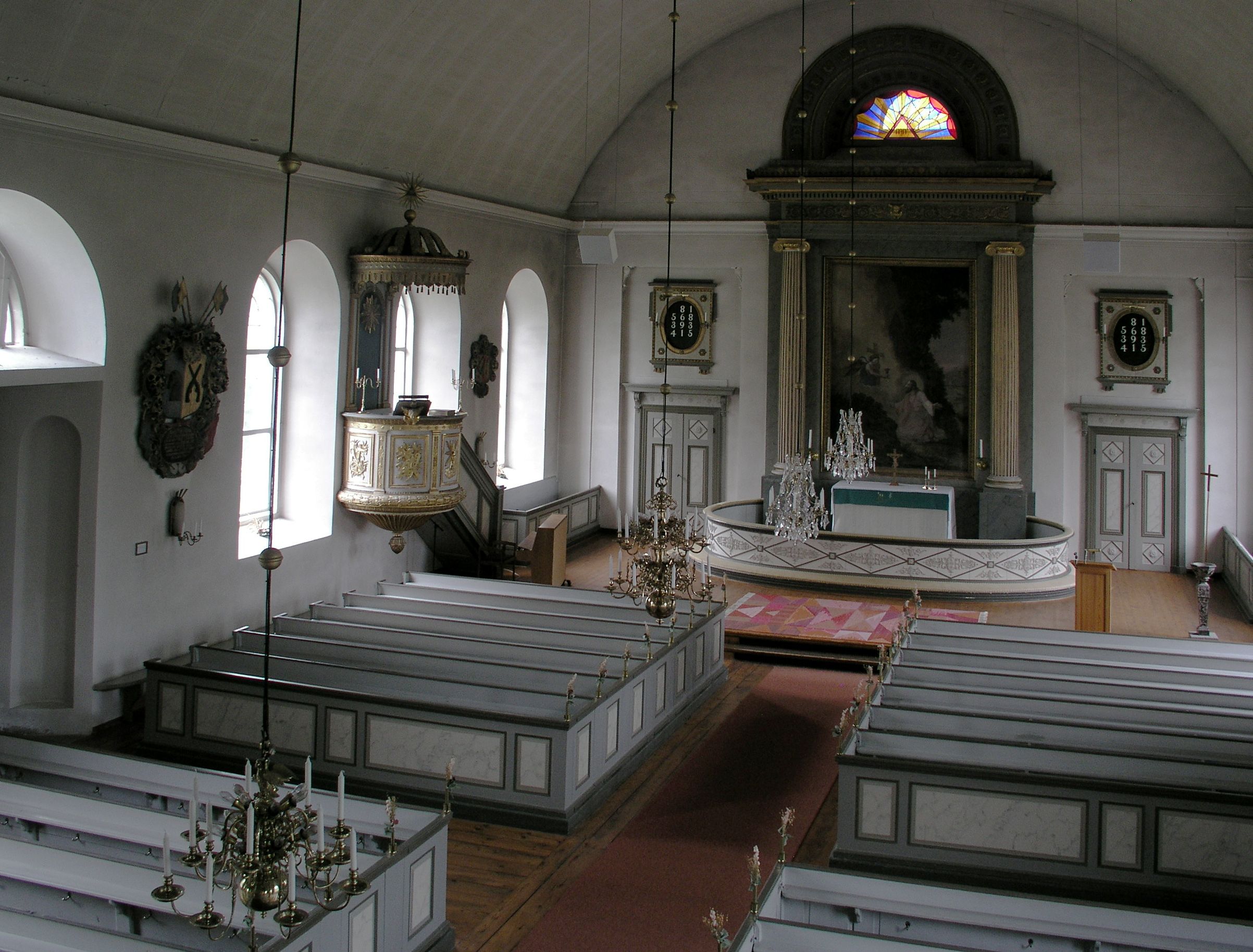
Koret.

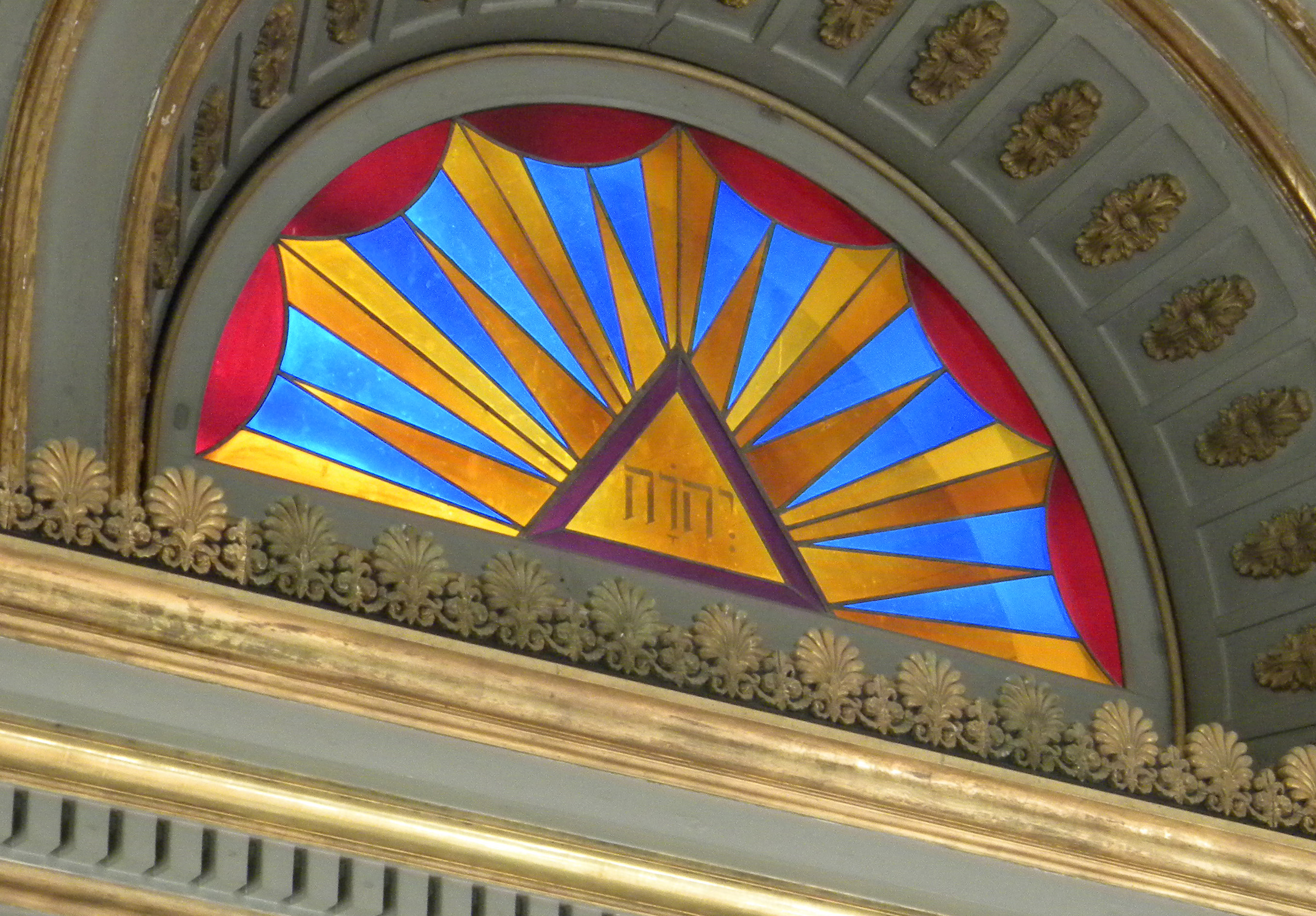
Altarets fönster med tetragrammet JHWH.

Röks kyrka är en enskeppig nyklassicistisk stenkyrka med torn i väster och rakslutet kor samt halvrund sakristia i öster. Tornet är krönt med en lanternin, försedd med trekopplade, rundbågiga öppningar. Huvudingången sker via vapenhuset i tornets bottenvåning, men det finns också en sidoingång i långhusets södermur.
Interiören domineras av den stora altartavlan, visande "Jesu lidande i Getsemane", målad på 1800-talet av Carl Ferdinand Lindh och placerad i en triumfbåge omramad av pilastrar och en halvcirkelformad båge med infällt fönster. I dess triangel finns tetragrammet JHWH. På ömse sidor om altaret dörrar till den bakomliggande sakristian och ovanför dessa nummertavlor inom förgyllda rektangulära ramar. Till vänster, på evangeliesidan, en predikstol från 1845 med kristna emblem och ornament i terrakotta. I predikstolens solsymbol finns till exempel tetragrammet JHWH. Till höger, på epistelsidan, står en dopfunt från Michael Hackes verkstad i Skänninge, daterad 1661. I väster på orgelläktaren Per Larsson Åkermans 18-stämmiga orgel från 1871.

## Historik
Tidigare fanns på platsen en medeltida romansk kyrka av kalksten. Dess äldsta delar härstammade från mitten eller slutet av 1100-talet. Kyrkan bestod av långhus med kor och absid i öster och ett högt och spetsigt torn i väster. Tornets översta våning var prydd med en rundbågsfris. Ingången med vapenhus låg på södra sidan och sakristian anslöt på norra.  Vid medeltidens slut slogs kryssvalv. Utanför kyrkan fanns en tiondebod, också från medeltiden, där den märkliga Rökstenen från 800-talet var inmurad.  
Redan omkring 1654 anskaffades ett orgelverk. Något senare tillverkades nya kyrkbänkar, vilka målades i början av 1700-talet. Vid denna tid togs också ett nytt fönster upp i väster och hela kyrkan vitmenades. Under ledning av Didrich murmästare i Skänninge ägde en större reparation rum år 1744. Denna renderade honom 150 daler i arbetslön. Arbetena fortsattes tre år senare under ledning av byggmästare Fredrik Sörling, Mjölby. 
Carl Fredric Broocman berättar att Röks kyrka i mitten av 1700-talet "är upbyggd af huggen Kalksten med ett högt torn, som har en spänad spets. Uti längden håller hon med Choret til yttre Tornmuren 39 alnar, och uti bredden 12 och en fjärdedels aln. Öfwer Altardisken är ett Fenster, och theröfwer upsatt Frälsarens bild på korßet, och å ömse sidor the 4 Evangelisters bilder. Prädikstolen af Snickare-Arbete är mycket gammalmodig och icke serdeles prydelig: men theremot är Kyrkan beprydd med ett wackert Orgelwerk om 7 stämmor, som blifwit upsatt och måladt år 1751, tå thet kostat 1200 Dal. K mt; hwilka dels Kyrkan, dels Församlingen påkostat. [...] Kyrkons twänne Klockor hänga uti Tornet; och är then större ganska gammal, som ses af the på henne befintelige oläslige Munkstyls bokstäfwer: men then mindre är guten år 1745, och har en sådan påskrift:
Af gamla Minnes-märken är uti Kyrkobods-muren en Runsten insatt, som är aldeles obegripelig och oläslig."
Folkmängden i socknen ökade och den gamla medeltida kyrkan började bli för liten. Dessutom var den mörk och i dåligt skick. Under 1800-talet var idealet stora, ljusa och vita kyrkor och en sådan önskade man sig även i Rök. Alla var dock inte lika entusiastiska och nybyggnadsförslag avslogs flera gånger. År 1827 fattade sockenstämman dock det avgörande beslutet. För att minska kostnaderna föreslogs att man skulle bygga en gemensam kyrka tillsammans med Heda församling och eventuellt också tillsammans med Svanshals församling. Förslagsvis skulle den kunna uppföras mellan Hillingstad och Kolstad. I Heda ville man dock helst ha kvar kyrkan på dess nuvarande plats eller möjligen i Kolstad, vilket inte accepterades i Rök.

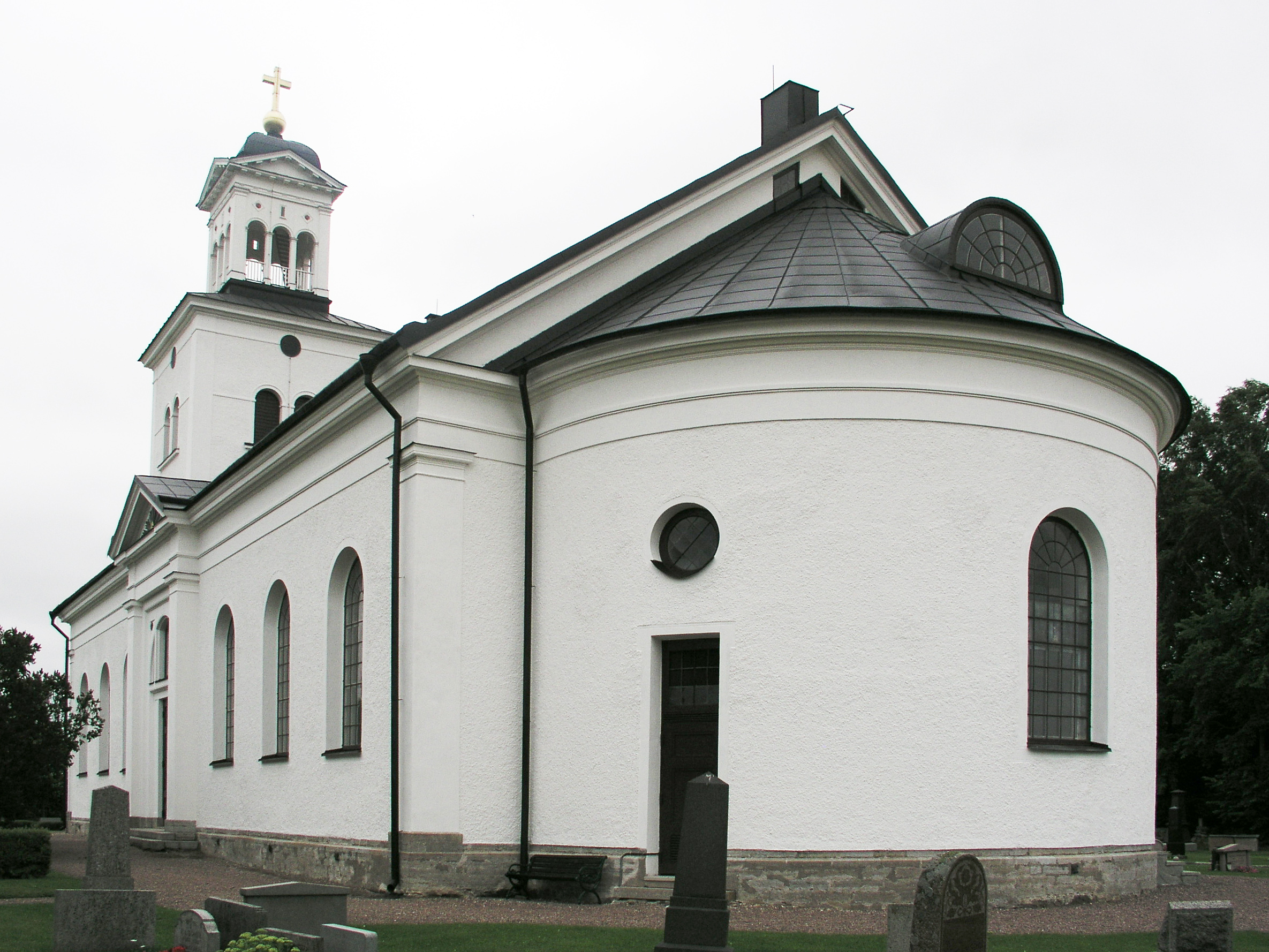
Kyrkan från sydöst med sakristian

Byggmästare Abraham Nyström, som var känd för att rita, bygga och inreda gods och gårdar, slott och kyrkor samt skolor och sjukhus, engagerades. Han upprättade 1840 ett förslag till en byggnad i sen nyklassicism, mycket påminnande om en kyrka han ritat och byggt för Öja församling, Södermanland. Abrahams förslag för Rök innebar ett långhus med stora rundbågiga fönster och en stor portal mitt på syd- respektive nordfasaden i form av en romersk triumfbåge. Sakristian var utformad som en absid på östra gaveln och tornet i väster försett med en elegant tempietto med fasade hörn, liknande den i Öja kyrka, Södermanland. Förslaget skickades in till Öfverintendentsämbetet i Stockholm och granskades av deras arkitekt Carl-Gustaf Blom-Carlsson (1799-1868). 
Det tog två år att få godkända ritningar. De följde rätt väl Abraham Nyströms förslag. Tornet erhöll rundbågiga ljudöppningar, däröver, på ett litet tak, en kvadratisk lanternin och överst en förgylld kula och ett förgyllt kors. Portalerna på långhuset försågs med pilastrar och täcktes av ett flackt gavelfält över taklisten. På östra gaveln hade ämbetet ritat en utskjutande låg rektangulär byggnad med ett flackt pulpettak. Detta kunde Abraham inte acceptera utan byggde i stället den halvrunda absid han ursprungligen ritat. Även inne i kyrkorummet hade Carl-Gustaf Blom-Carlsson gjort en del smärre förändringar i Abrahams förslag. Långhuset avslutas med ett rakslutet kor. Altartavlan har pilastrar på ömse sidor och ovanför ett halvmåneformat fönster. I korväggen på båda sidor om altartavlan dörrar till sakristian. På predikstolen och altarrundeln har Abraham utvecklat sina konstnärliga anlag i reliefer med kristna symboler och ornament i terrakotta.
Den gamla kyrkan revs 1843 och kalkstenen brändes till kalk. Den nya kyrkan uppfördes av Andreas Nyström och sonen konduktören August Nyström under perioden 1843-1845. Rökstenen murades in i det nya vapenhuset efter att prosten Hedmark ritat av den tidigare okända sidan. Den 14 augusti 1845 ägde invigningen rum. Församlingen fick en modern kyrka i nyklassicistisk stil. Från gamla kyrkan flyttades sju snidade figurer från ett medeltida altarskåp, den medeltida dopfuntens överdel samt funten från 1661. Delar av predikstolen från 1759 förvaras i tornvåningen. 
År 1862 togs Rökstenen loss ur kyrkan och ställdes upp utanför tornet.

## Inventarier

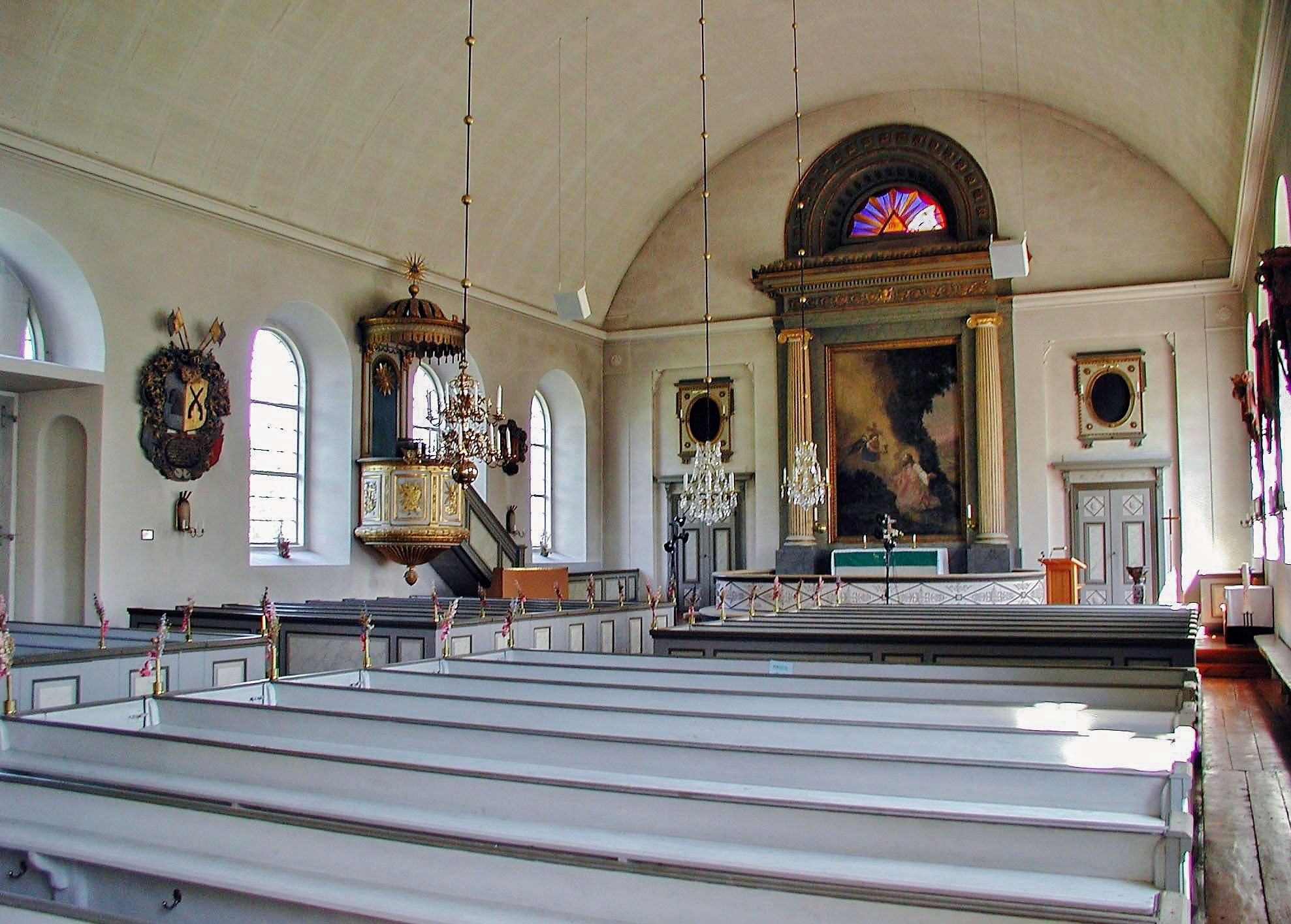
Interiör mot öster
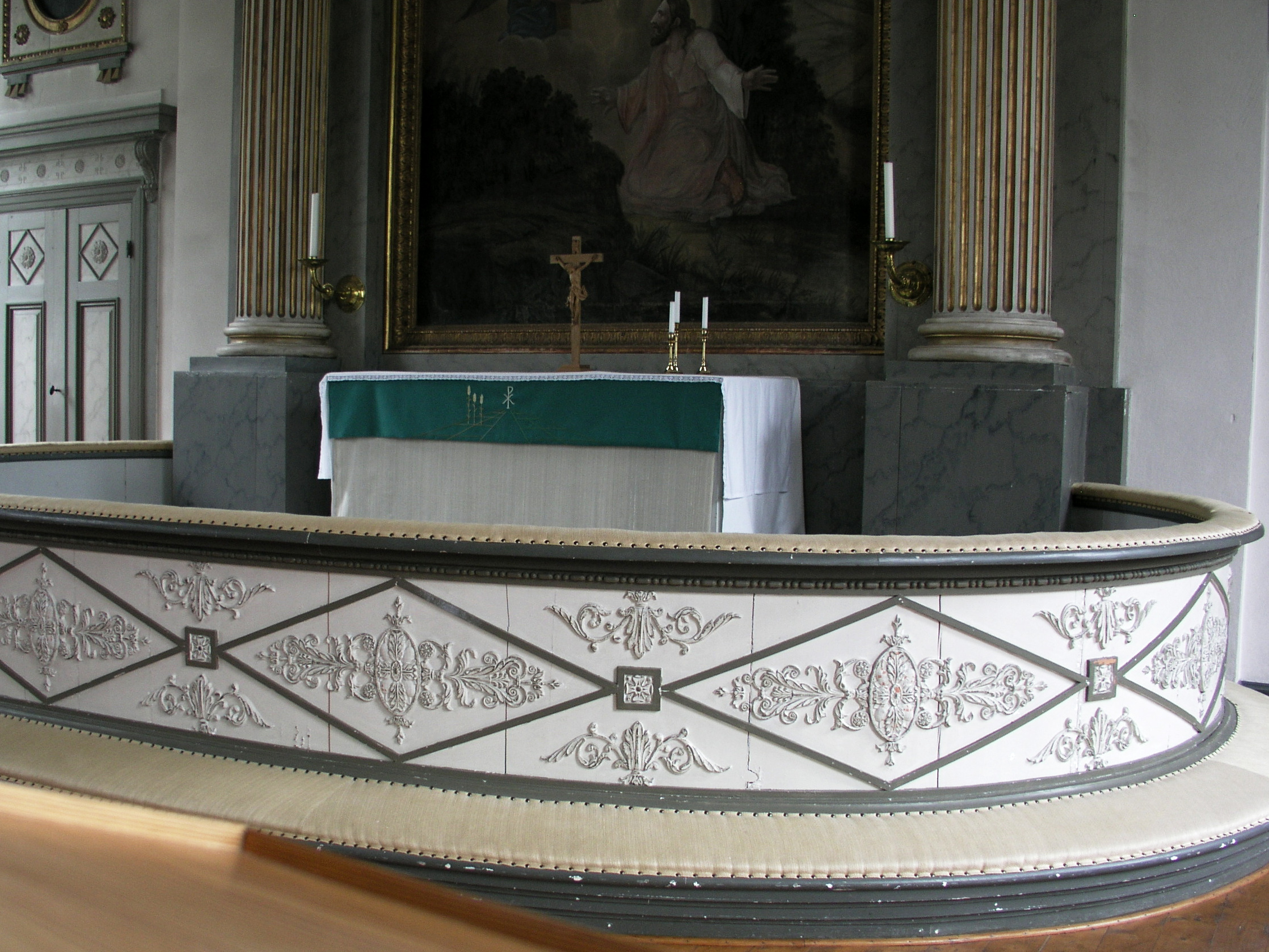
Altaret
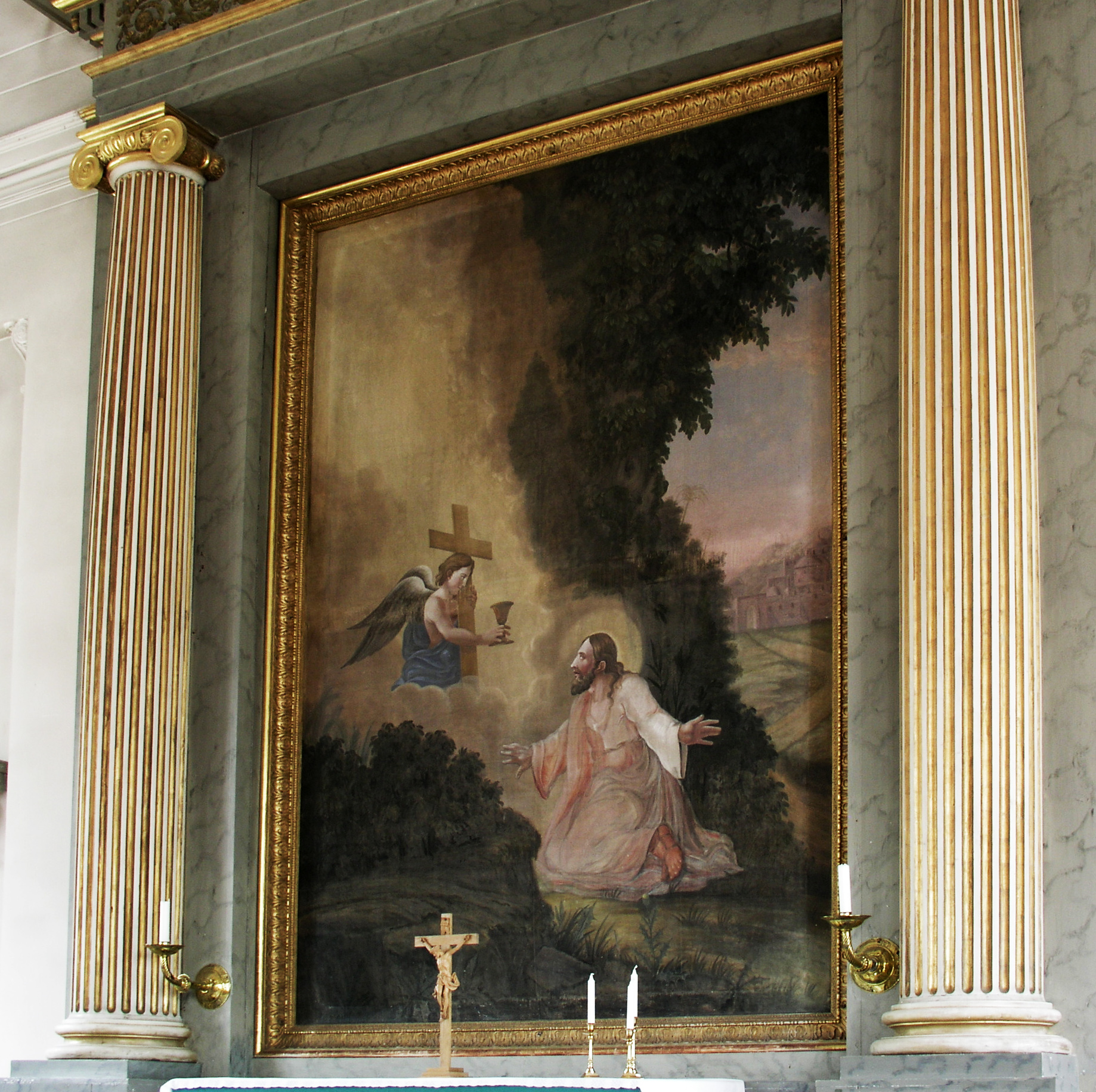
Altartavla
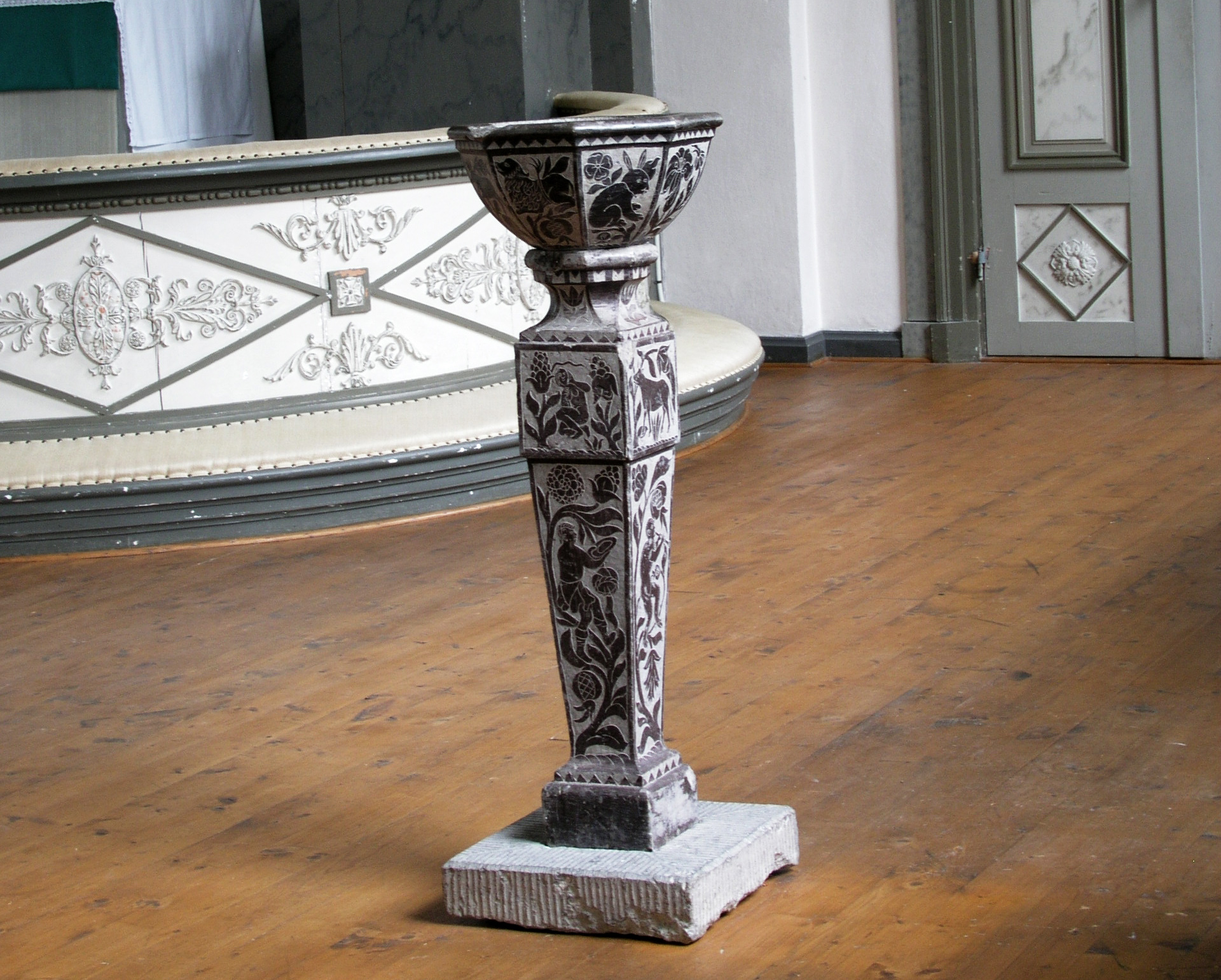
Dopfunt
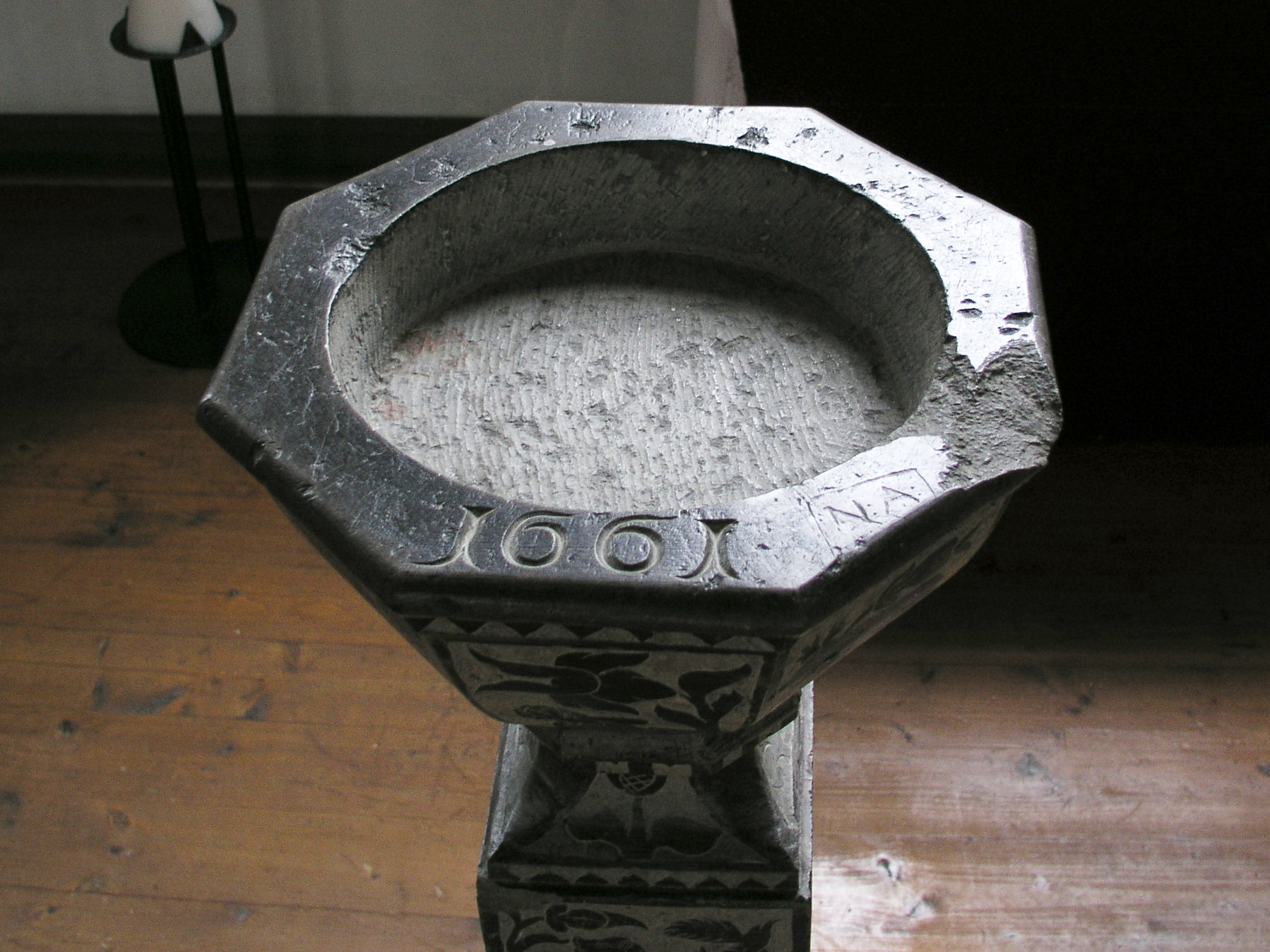
Funtens cuppa
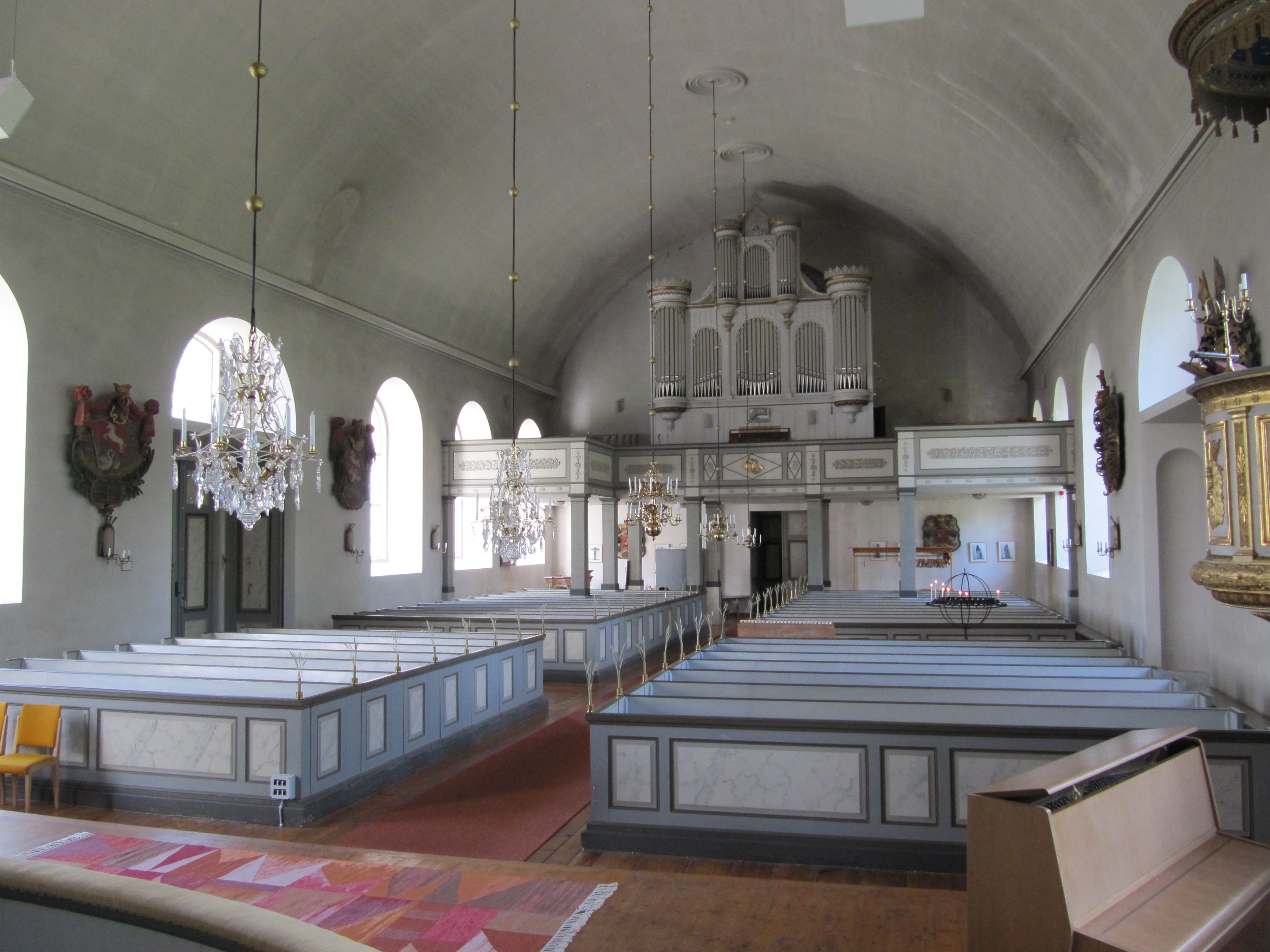
Kyrkorummet mot väster

- Figurer ur altarskåp av ek, nordtyskt arbete från 1400-talets andra hälft, (bilder).
- Överdel av dopfunt av kalksten från 1200-talet, (bilder), finns i kyrkorummets västra del.
- Träskulptur av ek, ”Anna själv tredje”, från verkstad i Östergötland, 1400-talets andra hälft, (bilder).
- Dopfunt, daterad 1661, från stenhuggare Michael Hackes verkstad i Skänninge.
- Altartavla visande ”Jesu lidande i Getsemane”, målad på 1800-talet av Carl Ferdinand Lindh.
- Predikstol från 1845 av byggmästare Abraham Nyström, försedd med reliefer med kristna emblem och frikostigt applicerade ornament i terrakotta.
- Delar av predikstol från 1759 förvaras i tornrummet.
- Pliktpall, vid vilken felande, som ådömts straff, fästes. Förvaras i tornet.
- Kyrkklocka från gamla kyrkan. Före sista omgjutningen fanns inskriften: "Anno Domini MDXXX Ave Maria g."
- Nattvardskalk och paten från slutet av 1500-talet.
- Ljusstake av malm från 1600-talet, troligen ett svenskt krigsbyte från Danmark.
- Altarduk med guldspetskant & kulört broderi från 1600-talet.
- Mässhakar från 1600-, 1700- och 1800-talen.

## Orglar

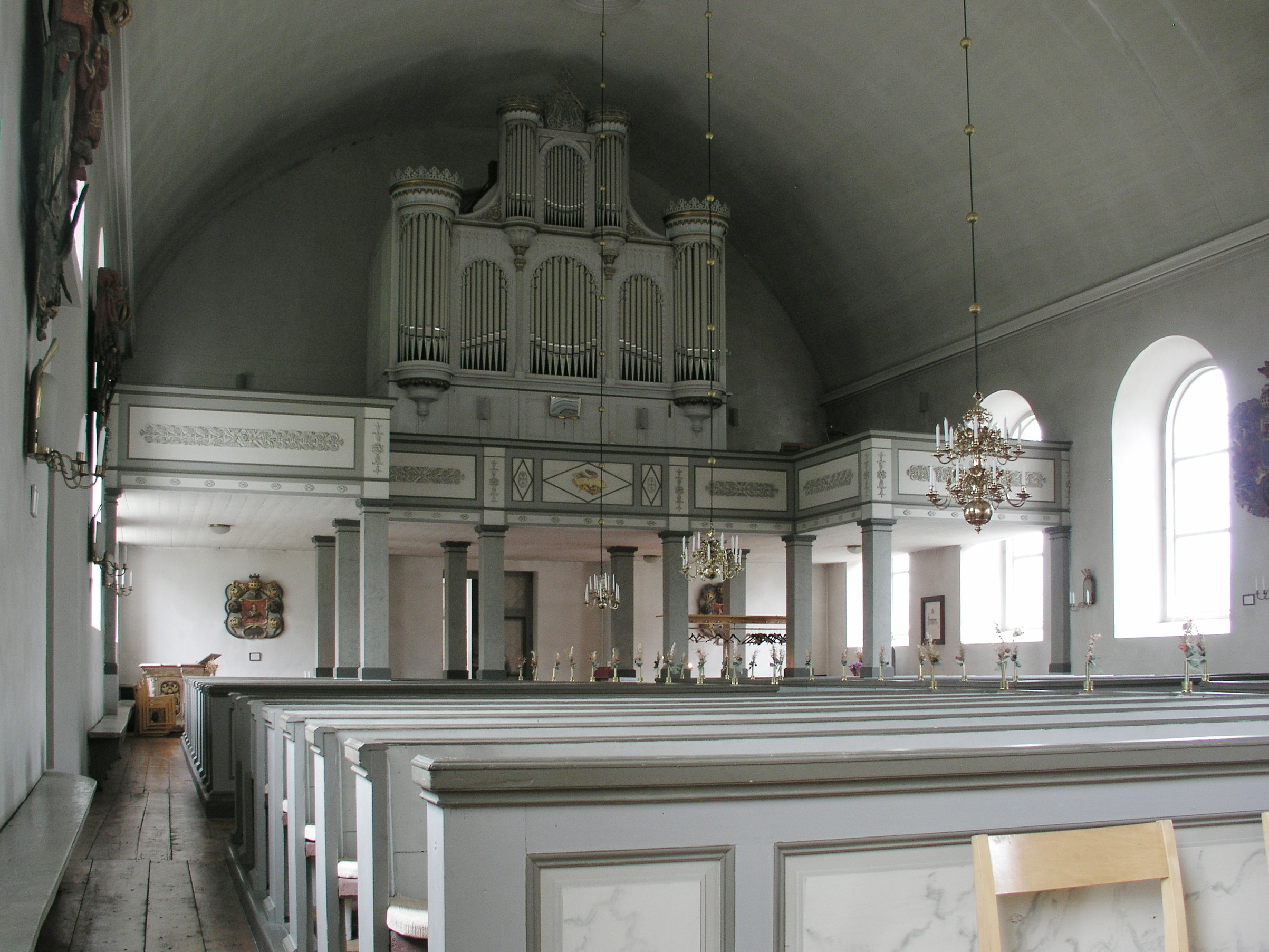
Piporgeln

- 1652-1654: Organist, borgmästare och orgelbyggare Per Jönsson (borgmästare), Skänninge, bygger ett orgelverk.
- 1751: Ett orgelverk anskaffas från Bredestads kyrka för 1200 daler kopparmynt. Verket byggs om och utökas av Jonas Wistenius till 7 orgelstämmor (ökas med två stämmor).[1]
- 1843: Den gamla helgedomen rivs. Antagligen är det vid denna tidpunkt orgelverket flyttas till Varvs kyrka i Västergötland.
- 1871: Orgelbyggare Per Larsson Åkerman, Stockholm, bygger den första orgeln i nya kyrkan, en mekanisk 18-stämmig instrument med 2 manualer och pedal.

Disposition:
| Huvudverk I C-f3       | Svällverk II C-f3   | Pedal C-d1               | Koppel |  |
| Borduna 16'            | Principal 8'        | Subbas 16'               | I/P    |  |
| Principal 8'           | Rörfleut 8'         | Qvinta 12' (eg. 10 2/3’) | II/P   |  |
| Flûte harmonique 8’    | Salicional 8'       | Violoncell 8’            | II/I   |  |
| Gamba 8'               | Flûte octaviante 4’ | Basun 16’                | 4' I/I |  |
| Octava 4'              | Echofleut 4’        |                          | 4’ I/P |  |
| Qvinta 3’ (eg. 2 2/3’) | Corno 8’            |                          |        |  |
| Octava 2'              |                     |                          |        |  |
| Trumpet 8’             | Crescendosvällare   |                          |        |  |